# Spider-Man 2 (videogioco 2023)
Marvel's Spider-Man 2 è un videogioco d'avventura dinamica sviluppato da Insomniac Games e pubblicato da Sony Interactive Entertainment per PlayStation 5 dal 20 ottobre 2023. Una versione per PC viene distribuita su Steam e Epic Games Store a partire dal 30 gennaio 2025.
Basato sul personaggio dell'Uomo Ragno di Marvel Comics, presenta una storia ispirata alla mitologia dei fumetti di lunga durata, derivando anche da vari adattamenti in altri media. È il terzo capitolo della serie Marvel's Spider-Man, sequel di Marvel's Spider-Man (2018) e di Marvel's Spider-Man: Miles Morales (2020), con Peter Parker e Miles Morales che lottano per destreggiarsi nelle loro vite personali mentre combattono una varietà di cattivi. Tra loro includono una milizia privata guidata dal mercenario Kraven il cacciatore, il mostruoso Lizard e il simbionte extraterrestre Venom, che si lega a Parker e lo influenza negativamente, minacciando di distruggere le sue relazioni personali.

## Trama

### Personaggi e ambientazione
Marvel's Spider-Man 2 è ambientato 2 anni dopo gli eventi di Spider-Man: Miles Morales. Come nelle iterazioni precedenti della serie, il gioco presenta numerosi personaggi provenienti da fumetti e altri media sull'Uomo Ragno. I protagonisti sono Peter Parker (Yuri Lowenthal) e Miles Morales (Nadji Jeter), entrambi divenuti Spider-Man dopo aver ottenuto poteri sovrumani in seguito al morso di un ragno geneticamente modificato. Peter funge da mentore per Miles, pur faticando a trovare un equilibrio tra la sua vita personale e i suoi doveri di protettore della città. I due sono aiutati da vari altri personaggi: la reporter del Daily Bugle e fidanzata di Peter Mary Jane Watson (Laura Bailey), il compagno di classe di Miles ed esperto di tecnologie Ganke Lee (Griffin Puatu), la consigliera comunale e madre di Miles Rio (Jacqueline Piñol) e lo zio di Miles Aaron Davis (Ike Amadi), che precedentemente operava come Prowler. Altri personaggi includono l'ex-sindaco e CEO della Oscorp Norman Osborn (Mark Rolston) e suo figlio, nonché miglior amico di Peter e Mary Jane, Harry Osborn (Graham Phillips), che soffre di una malattia neurologica ereditata dalla madre Emily; Yuri Watanabe (Tara Platt), ex-capitano di polizia che ha assunto l'identità della vigilante "Wraith", J. Jonah Jameson (Darin De Paul), capo editore del Daily Bugle e capo di Mary Jane e Danika Harts (Ashly Burch), che conduce il podcast "Danikast"
I due arrampicamuri dovranno confrontarsi con numerosi supercattivi, fra i quali Venom (Tony Todd), un simbionte alieno capace di legarsi agli esseri umani per curarne le ferite, influenzando però in negativo il loro comportamento, Sergei Kravinoff / Kraven il Cacciatore, leader di una fazione di mercenari detti i "cacciatori" che desiderano cacciare creature sovrannaturali come gli Spider-Man e Cletus Kasady, noto come "la Fiamma", il leader di una setta che desidera portare a termine un rituale demoniaco e provocare l'Ora scarlatta, risvegliando un antico mostro noto come Carnage. Dal primo capitolo ritornano inoltre Martin Li / Mister Negative, Mac Gargan / Scorpion, Lonnie Lincoln / Tombstone e Felicia Hardy / Black Cat. Alcuni antagonisti che erano stati solo menzionati nel primo capitolo vengono inoltre introdotti, come Flint Marko / Sandman, un criminale che in seguito a un incidente è divenuto capace di tramutarsi in molecole di sabbia, Curt Connors / Lizard, uno scienziato della Oscorp trasformatosi in una lucertola gigante, Dmitri Smerdyakov / Chameleon, maestro dei travestimenti e fratellastro di Kraven, e Quentin Beck / Mysterio, ex-criminale e maestro illusionista ora divenuto sviluppatore di una realtà virtuale.

### Storia
Peter Parker inizia il suo primo giorno come insegnante di fisica alla Brooklyn Visions Academy, con Miles Morales fra i suoi studenti, ma i due vengono interrotti da un attacco di Sandman, che riescono a fermare. Peter viene però licenziato per aver abbandonato la classe durante un'emergenza e ritorna a casa di sua zia May nel Queens, dove ha traslocato in seguito alla sua morte, incontrandosi con la sua fidanzata Mary Jane Watson. I due incontrano poi con enorme stupore il loro storico amico Harry Osborn, miracolosamente guarito dalla sua malattia terminale. Harry offre a Peter un lavoro nella sua nuova startup, la Emily-May Foundation (EMF), così da poter "curare il mondo" assieme. Nel frattempo, Miles fatica a terminare il suo saggio per l'ingresso al college e scopre che sua madre Rio frequenta un altro uomo.
Mentre sorvegliano il trasferimento di alcuni prigionieri del Raft, Peter e Miles assistono a un attacco da parte di Kraven il Cacciatore e delle sue forze, che catturano Scorpion e Martin Li. Mentre indaga sul conto di Kraven, Peter scopre che sta cacciando supercriminali per sport. Avendo già ucciso Scorpion, Rhino, Vulture, Shocker ed Electro, Kraven punta a Felicia Hardy. Per conto di Peter e Mary Jane, Miles protegge la donna e la aiuta a scappare a Parigi. Durante una rimpatriata a Coney Island, Peter, Mary Jane e Harry assistono a un altro attacco dei cacciatori volto a catturare Tombstone, che è diventato meccanico di una giostra di go-kart. Mentre salva alcuni civili, Harry scopre della doppia identità di Peter e rivela di essere stato curato da Curt Connors grazie a un esoscheletro organico che ha aumentato le sue capacità fisiche.
Con i suoi poteri in rapido sviluppo, Harry aiuta Spidey a salvare Tombstone mentre Mary Jane scopre che Kraven ha rapito Connors. I tre cercano di salvarlo, ma non riescono a impedire a Kraven di forzarlo a ritrasformarsi in Lizard. Connors fugge mentre Kraven ferisce mortalmente Peter, che sopravvive quando l'esoscheletro di Harry si lega a lui. Osservando Spider-Man combattere, Kraven si decide a cacciarlo personalmente.
Dopo aver sintetizzato insieme a Harry un antidoto per Connors, Spider-Man lo rintraccia e riesce a curarlo. Vedendo Peter con indosso l'esoscheletro, Connors spiega che si tratta di un simbionte alieno che la Oscorp ha ottenuto anni prima e gli suggerisce di distruggerlo dopo aver realizzato che la creatura è senziente. Tuttavia Peter, sotto l'influenza negativa del simbionte, rifiuta. Nel frattempo, Kraven cattura Miles e lo costringe a battersi con Martin Li. Superando il suo odio per Li, responsabile della morte di suo padre Jefferson Davis, Miles lo salva e indirizza verso Peter. Questi scopre da Li la posizione di Miles e lo salva, quasi uccidendo Kraven prima di venire convinto da Miles a togliersi il simbionte.
Peter porta il simbionte alla Oscorp per distruggerlo ma Harry, disperato a causa del ritorno della sua malattia, si impossessa della creatura, che si fonde con lui e lo trasforma in Venom. L'alieno allora fugge, non prima di aver ucciso Kraven, che vede così realizzato il suo desiderio di morire per mano di un degno avversario. Venom persuade allora Harry a "curare il mondo" infettandolo con i simbionti, a partire da New York. Mary Jane cade vittima del simbionte e si trasforma in Scream, ma Spider-Man la aiuta a liberarsi. Man mano che Peter e Miles contrastano l'invasione dei simbionti, il primo rimane indebolito da un'ultima traccia di simbionte rimasta nella sua mente, ma Miles e Li riescono a liberarlo e a convertire il suo simbionte nell'Anti-Venom, capace di distruggere gli altri simbionti. Nel frattempo, Venom recupera il meteorite con il quale era giunto sulla Terra, potenziandosi e accelerando l'invasione. Peter e Miles lo distraggono mentre Mary Jane ruba il meteorite e lo distrugge con l'acceleratore di particelle della EMF, distruggendo tutti i simbionti mentre Spider-Man uccide Venom.
Di conseguenza, Harry viene liberato, ma rimane in stato comatoso, portando un Norman furioso a incolpare gli Spider-Man e a dare ordine di preparare il "siero G". Mary Jane si licenza dal Daily Bugle per avviare un suo podcast e si trasferisce a casa di Peter, che decide di prendersi una pausa dal suo ruolo di Spider-Man per ricostruire la EMF, affidando temporaneamente la città a Miles. In una scena durante i titoli di coda, Norman visita Otto Octavius nel Raft, intimandogli di rivelargli le identità dei due Spider-Man, ma questi semplicemente si beffa del suo dolore e afferma di stare scrivendo "l'ultimo capitolo". Nella scena dopo i titoli di coda, Miles incontra il nuovo compagno di sua madre, Albert Moon, che gli presenta sua figlia Cindy.

## Modalità di gioco
Spider-Man 2 è un'avventura dinamica a giocatore singolo in terza persona. Come il precedente capitolo e Miles Morales, Parker e Morales sono i due protagonisti, diventando giocabili individualmente a seconda della storia mentre attraversano una New York open world e combattono nemici. I giocatori possono acquisire nuove abilità e collezionare vari costumi di Spider-Man. Peter e Miles possono essere liberamente scambiati tra loro in qualsiasi momento durante l'esplorazione libera nel gioco, ma hanno entrambi missioni dedicate nella storia principale e come parte dei contenuti secondari che sfruttano le loro caratteristiche individuali.
Basandosi sul sistema di combattimento dei titoli precedenti, entrambi gli Spider-Man sono in grado di parare attacchi fisici poiché alcuni tipi di avversari sono resistenti alla schivata. Durante gli spostamenti, i nuovi costumi di Peter e Miles sono equipaggiati di ali ragnatela, che una volta spiegate permettono loro di planare attraverso la città, con la loro velocità e distanza percorsa che aumentano quando approfittano di aree come i tunnel del vento. Anche la ruota dei gadget di ogni Spider-Man è stata migliorata con ulteriori modifiche equipaggiabili per il loro lancia-ragnatele, come essere in grado di lanciare una fune di ragnatele tra due pilastri per una base aggiuntiva durante le sequenze furtive e il ragnatela traente che permette a più nemici di essere lanciati in un punto isolato per eliminazioni furtive e ora può essere eseguito su due nemici contemporaneamente. Oltre alla modalità di gioco classica di Peter Parker, è giocabile quando è legato al simbionte Venom, donandogli abilità uniche durante il combattimento e nuove capacità basate sulle ragnatele. Peter e Miles hanno alberi delle abilità individuali, così come un terzo albero delle abilità dedicato a quelle condivise tra loro. Durante la storia è possibile giocare anche nei panni di Harry Osborn/ Venom.

## Sviluppo
Durante la promozione del gioco Marvel's Spider-Man (2018), lanciato recentemente a settembre 2018, il direttore artistico, Bryan Intihar, è stato intervistato su un podcast di Kinda Funny Games riguardo all'omissione del costume simbionte di Spider-Man nei fumetti. Intihar ha risposto: "Penso che semplicemente renderlo un costume sbloccabile non gli renderebbe giustizia. È una delle migliori storie di Spider-Man. Penso che sia una storia complessa. E penso che sia una storia che deve essere raccontata, e deve essere raccontata come la racconterebbe Insomniac". Il gioco e il suo titolo derivato Marvel's Spider-Man: Miles Morales (2020) includevano indizi impliciti su futuri titoli, inclusi scene post-crediti che alludevano alle intenzioni di Insomniac Games di introdurre Venom nella loro narrazione, così come Norman Osborn e suo figlio Harry in ruoli più importanti. Durante la presentazione di Miles Morales all'evento di rivelazione della PlayStation 5 di Sony nel giugno 2020, Insomniac ha dichiarato che un titolo autonomo con Miles come protagonista non avrebbe tolto nulla al fatto che avevano "ancora molta storia di Peter da raccontare" nei futuri giochi di Spider-Man.
Marvel's Spider-Man 2 e il gioco Marvel's Wolverine sono stati annunciati contemporaneamente da Insomniac Games durante l'evento PlayStation Showcase nel settembre 2021. Bryan Intihar e Ryan Smith sono i direttori creativi del gioco, riprendendo i loro ruoli dopo Marvel's Spider-Man, mentre Yuri Lowenthal, Nadji Jeter e Tony Todd interpretano rispettivamente Peter Parker, Miles Morales e Venom.
Parlando sul podcast "This Week in Marvel", il vicepresidente di Marvel Games, Bill Rosemann, ha descritto la trama del gioco come "un po' più cupa" e "il prossimo grande capitolo". Ha paragonato il tono della storia a L'Impero colpisce ancora (1980) del franchise di Guerre stellari, a differenza di come la trama di Marvel's Spider-Man sembrava tonalmente simile al primo Guerre stellari (1977). Nel gennaio 2022, Brittney Morris, autrice del romanzo correlato a Miles Morales, "Wings of Fury", si è unita al team di scrittori del gioco. Il mese successivo, Insomniac aveva assunto l'artista indipendente Davison Carvalho come direttore artistico del gioco. Carvalho aveva lavorato come artista concettuale nei film del Marvel Cinematic Universe (MCU) come Captain America: Civil War (2016), Doctor Strange (2016), Thor: Ragnarok (2017) e Captain Marvel (2019). Nel novembre 2022, l'attore Scott Porter, che ha doppiato Harry Osborn nel primo gioco, ha rivelato di aver subito un restyling in Marvel's Spider-Man 2 per ricoprire un ruolo più importante nel suo personaggio nella storia, risolvendo così potenziali problemi come la differenza di età tra lui e il personaggio perché "hanno deciso di fare motion capture". Il mese successivo, Jamie Meyer è stata rivelata come co-sceneggiatrice del gioco attraverso il suo sito web personale e ha accidentalmente rivelato il gioco mirando a una finestra di lancio verso la fine del 2023, cosa confermata successivamente da Sony in un articolo separato sul blog PlayStation.

## Distribuzione
Marvel's Spider-Man 2 è stato reso disponibile per PlayStation 5 in versione digitale e fisica il 20 ottobre 2023.
Insieme all'edizione standard, un'edizione deluxe digitale sarà disponibile per il gioco. Questa edizione comprende due set da cinque costumi unici per Peter Parker e Miles Morales, concepiti da artisti provenienti dai PlayStation Studios e dall'industria d'intrattenimento. Inoltre include adesivi e cornici per la modalità foto del gioco e due punti abilità. Una edizione da collezione è distribuita da rivenditori partecipanti e PlayStation Direct. Contiene un voucher per scaricare l'edizione deluxe digitale, una confezione SteelBook e una statua da 48 centimetri raffigurante i due Spider-Man che lottano contro Venom. Tutti i pre-ordini, indipendentemente dall'edizione, includono bonus: il "costume aracno-cavaliere" per Peter Parker e il "costume Shadow-Spider" per Miles Morales, il gadget ragnatela traente e tre punti abilità aggiuntivi.
Per il lancio del gioco, Sony Interactive Entertainment ha distribuito una console PlayStation 5 in edizione speciale a tema. È una variante della PlayStation 5 standard che sfoggia placche personalizzate e un controller DualSense unico basato sull'immagine del simbionte Venom che si avvolge attorno al rosso che adorna il simbolo di Spider-Man di Peter Parker. La console include un voucher digitale della versione standard del gioco per pre-scaricarlo prima del lancio. Le placche per PlayStation 5 e il controller DualSense sono anche venduti come accessori separatamente.

## Accoglienza
| Testata                               | Giudizio |
| ------------------------------------- | -------- |
| Metacritic (media al 20 ottobre 2023) | 90/100   |
| Destructoid                           | 9/10     |
| Eurogamer                             | [ 17 ]   |
| Everyeye.it                           | 9/10     |
| Game Informer                         | 9.5/10   |
| GamesRadar+                           | [ 20 ]   |
| GameSpot                              | 8/10     |
| IGN                                   | 8/10     |
| Jeuxvideo.com                         | 17/20    |
| Multiplayer.it                        | 8.5/10   |
| VG247                                 | [ 25 ]   |

Secondo l'aggregatore di recensioni Metacritic, Marvel's Spider-Man 2 ha ricevuto il "plauso universale" dalla critica.
Gene Park del The Washington Post ha applaudito lo sviluppo e la tensione crescente tra Peter Parker e Miles Morales, così come l'amicizia di Peter con Harry Osborn, notando che è stato spinto il più lontano possibile in un modo da essere «soddisfacente da guardare». Matt Miller di Game Informer ha evidenziato l’efficacia della storia nel derivare da concetti filosofici associati all'eroismo contro l'infamia, riconoscendo la capacità del gioco di estrarre «domande sul ritorno da un luogo oscuro e sull'avere un'altra possibilità, non importa gli errori del passato.» Miller ha anche elogiato l'efficacia del gioco come capitolo di una trilogia più ampia di giochi, in grado di funzionare in modo autonomo ma è «reso migliore sperimentandolo nella sua interezza.» Time ha posizionato Marvel's Spider-Man 2 al terzo posto nella sua classifica dei dieci migliori videogiochi del 2023.

### Vendite
Marvel's Spider-Man 2 ha debuttato al primo posto nelle classifiche di vendita del Regno Unito durante la settimana di pubblicazione, vendendo di più di Super Mario Bros. Wonder uscito lo stesso giorno. È stato anche evidenziato come il quarto più grande lancio fisico dell'intero anno per il Paese, dopo The Legend of Zelda: Tears of the Kingdom, Hogwarts Legacy e EA Sports FC 24. Subito dopo il weekend di lancio, Sony Interactive Entertainment e Insomniac Games hanno annunciato che il gioco ha venduto 2,5 milioni di copie nelle prime 24 ore dall'uscita tra fisico e vendite digitali sul PlayStation Store, redendo Marvel's Spider-Man 2 il titolo PlayStation Studios più venduto nella storia di PlayStation, superando i record precedentemente tenuti da Marvel's Spider-Man (2018), The Last of Us Part II (2020) e God of War Ragnarök (2022). Il 4 febbraio 2024 Sony ha comunicato che il gioco ha raggiunto le 10 milioni di copie.

### Riconoscimenti
- 2023 – Golden Joystick Awards[31]
  - Candidatura al videogioco dell'anno
  - Candidatura alla miglior interpretazione da protagonista a Nadji Jeter
  - Candidatura alla miglior interpretazione da protagonista a Yuri Lowenthal
  - Candidatura alla miglior interpretazione non protagonista a Laura Bailey
- 2023 – The Game Awards[32][33]
  - Candidatura al videogioco dell'anno
  - Candidatura alla miglior direzione videoludica
  - Candidatura alla miglior narrativa
  - Candidatura al miglior montaggio sonoro
  - Candidatura alla miglior interpretazione a Yuri Lowenthal
  - Candidatura all'innovazione nell'accessibilità
  - Candidatura al miglior videogioco d'avventura dinamica
- 2024 – D.I.C.E. Awards[34][35]
  - Gioco d'azione dell'anno
  - Miglior animazione
  - Miglior sonoro
  - Miglior realizzazione tecnica
  - Miglior colonna sonora a John Paesano
  - Miglior personaggio a Miles Morales (doppiato da Nadji Jeter)
  - Candidatura al gioco dell'anno
  - Candidatura alla miglior direzione artistica
  - Candidatura alla miglior realizzazione tecnica
- 2024 – Annie Award[36]
  - Candidatura nella miglior animazione di personaggi in un videogioco
- 2024 – British Academy Video Games Awards[37][38]
  - Migliore interpretazione da protagonista a Nadji Jeter (Miles Morales)
  - Candidatura alla migliore animazione
  - Candidatura al miglior sonoro
  - Candidatura al miglior gioco
  - Candidatura al miglior game design
  - Candidatura alla miglior colonna sonora a John Paesano, Scott Hanau, Keith Leary
  - Candidatura alla miglior interpretazione da protagonista a Yuri Lowenthal (Peter Parker)
  - Candidatura alla miglior interpretazione non protagonista a Tony Todd (Venom)
  - Candidatura alla miglior realizzazione tecnica
  - Candidatura al premio scelta dei giocatori EE (votato dal pubblico)
- 2025 – Grammy Award[39]
  - Candidatura alla miglior colonna sonora per videogiochi e altri media interattivi

## Futuro
A settembre 2023, un mese prima dell'uscita del gioco, il direttore narrativo Ben Arfmann parlò delle prospettive per futuri videogiochi. Ad ottobre 2023, il direttore narrativo senior Jon Paquette e il team di sviluppo Insomniac hanno discusso sulla possibilità di realizzare un videogioco spin-off incentrato sul personaggio Venom. Nello stesso mese, il direttore creativo senior Bryan Intihar dichiarò che un possibile terzo capitolo sarebbe stato "strabiliante", paragonando le trame di Spider-Man e Spider-Man: Miles Morales al film Iron Man dell'MCU e la storia di Spider-Man 2 a Captain America: Civil War.